# Areuse NE

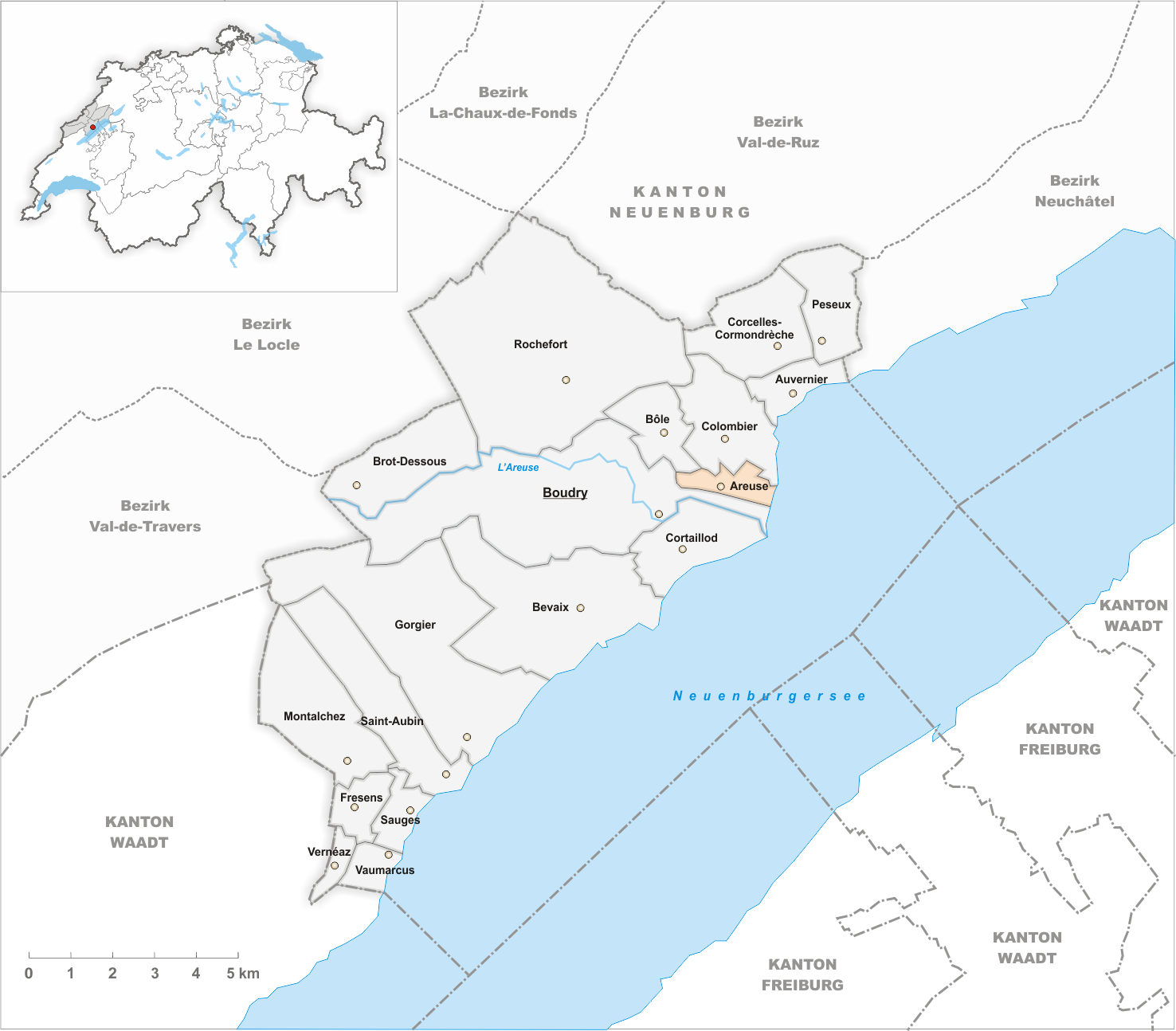
Gemeindestand vor der Fusion am 1. Januar 1870

Areuse war eine selbstständige politische Gemeinde im Kanton Neuenburg, Schweiz. 1870 fusionierte Areuse mit der Gemeinde Boudry.

## Geschichte
Siedlung am oberen Rand der Schwemmebene des Flusses Areuse zwischen Colombier und Boudry. 1178 erstmals unter Oruse erwähnt, 1289 unter Crousa. Areuse teilte von 1284 an die Wald- und Weidenutzung sowie einige dörfliche Aufgaben mit Bôle und Colombier. Bis 1832 gehörte Areuse zur Pfarrei sowie zur Grund- und Gerichtsherrschaft Colombier, danach zu Boudry. Das Dorf lag im Grenzbereich zweier Herrschaften mit kaum entwirrbaren Rechtsansprüchen, besass nur ein winziges Gebiet und verlor zu Beginn des 19. Jahrhunderts seine Genossen. Deshalb erreichte Areuse nie den Status einer Einwohnergemeinde. Überdies führte die schlechte Verwaltung zu grossen finanziellen Problemen.

## Bevölkerung
| Bevölkerungsentwicklung Areuse | Bevölkerungsentwicklung Areuse | Bevölkerungsentwicklung Areuse | Bevölkerungsentwicklung Areuse |
| ------------------------------ | ------------------------------ | ------------------------------ | ------------------------------ |
| Jahr                           | 1780                           | 1850                           | 1870                           |
| Einwohner                      | 48                             | 101                            | 74                             |